# Église Saint-Cybard de Cercles
L'église Saint-Cybard est une église catholique située à La Tour-Blanche-Cercles, en France.

## Présentation
Attenante à un ancien cimetière, l'église est située dans le département français de la Dordogne, sur la commune de La Tour-Blanche-Cercles, au sud du petit village de Cercles. C'est une église fortifiée. En forme de croix, elle est précédée à l'ouest d’un imposant donjon crénelé. Une petite chapelle gothique a été ajoutée au nord de la nef. 
Sur le mur extérieur du transept nord et sur l'épaule qui le soutient, deux bas-reliefs ont été ajoutés.
Le portail et les voûtes sont de style gothique. Les ogives de la nef, du chœur et du transept retombent sur une trentaine de chapiteaux sculptés.

## Historique
Au XIIe siècle, le site abritait un prieuré rattaché à l'abbaye Saint-Cybard d’Angoulême.
L'édifice est classé au titre des monuments historiques sur la liste de 1840.

## Galerie de photos

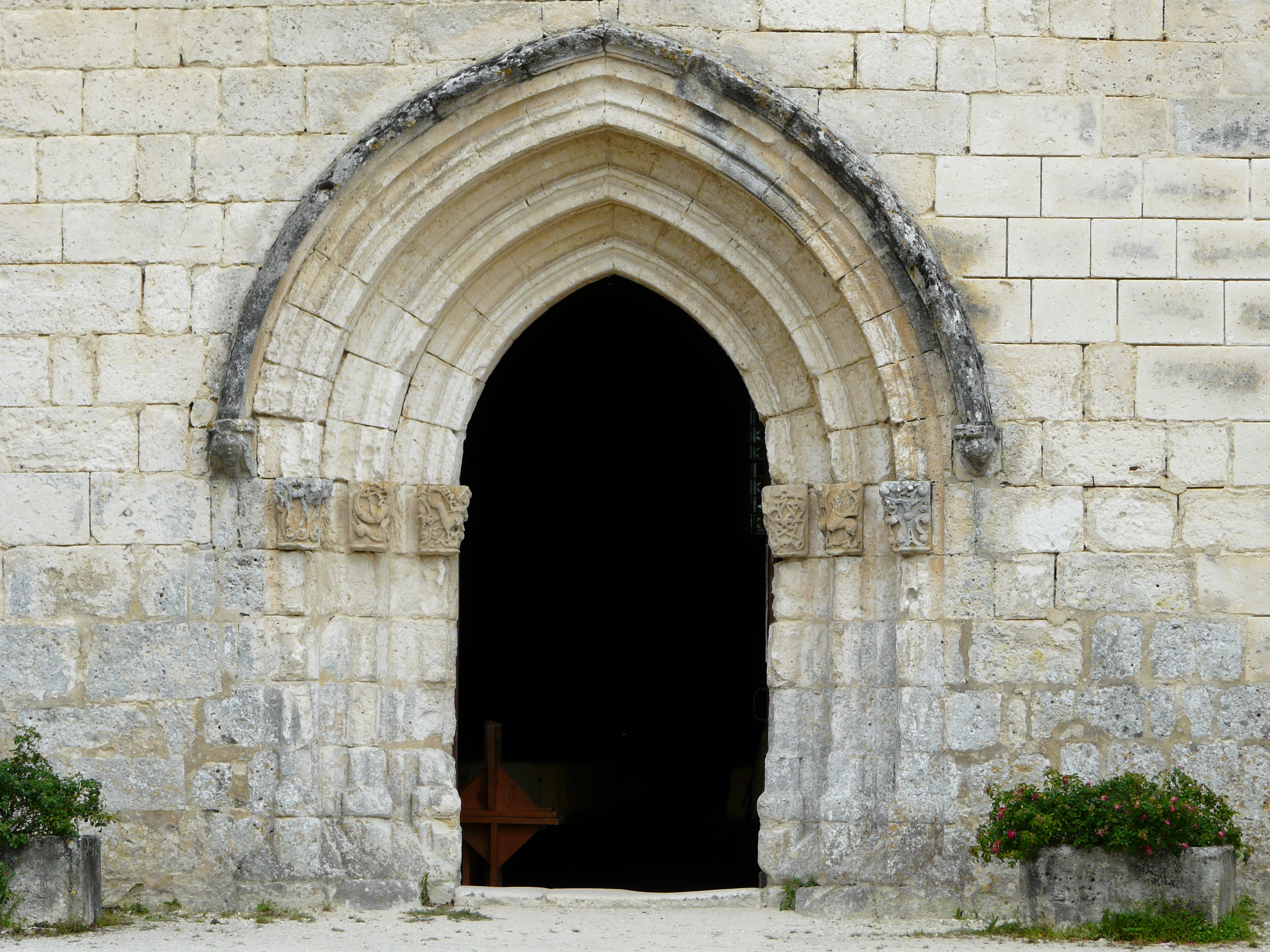
Le portail.
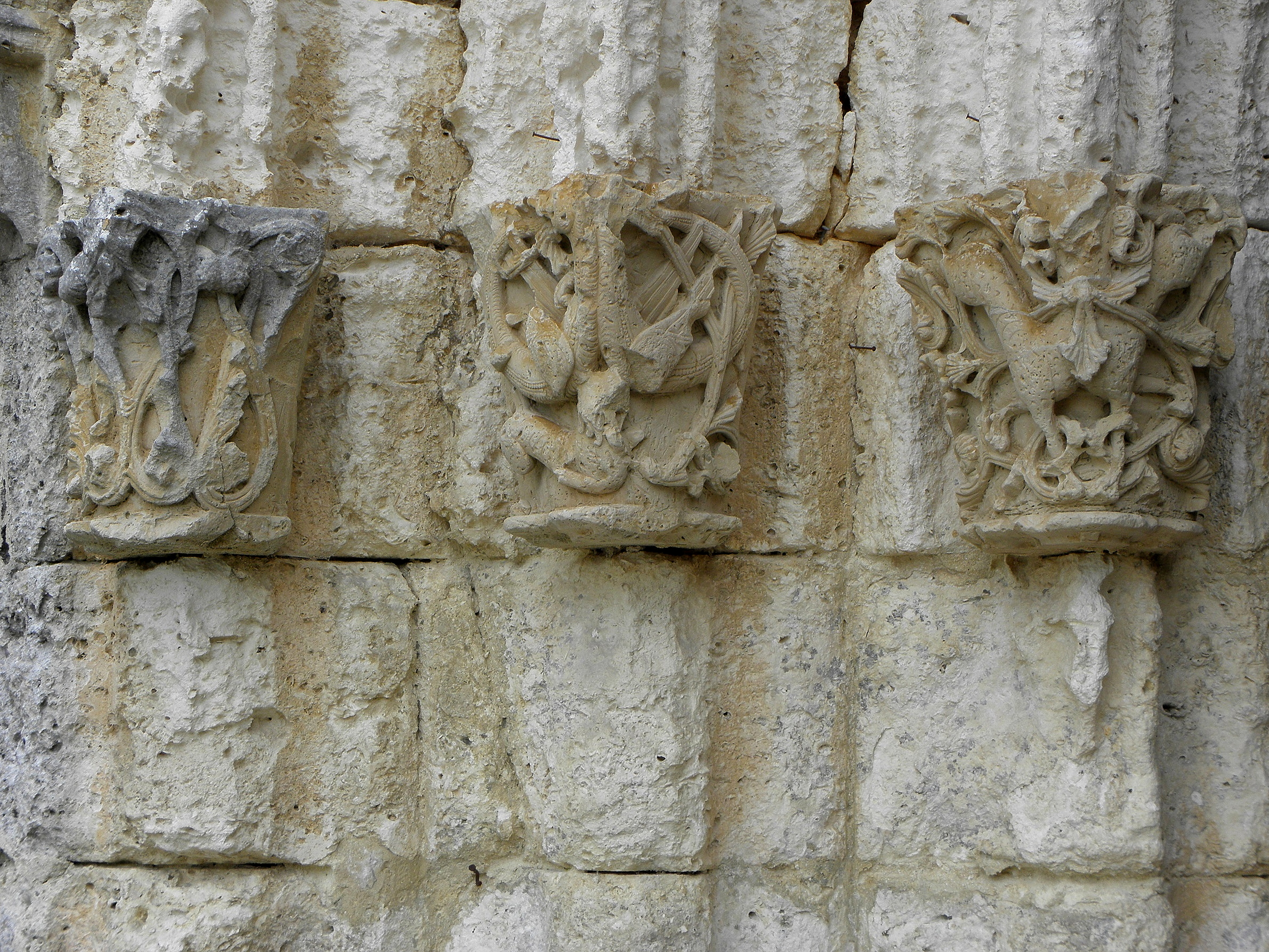
Chapiteaux du portail.
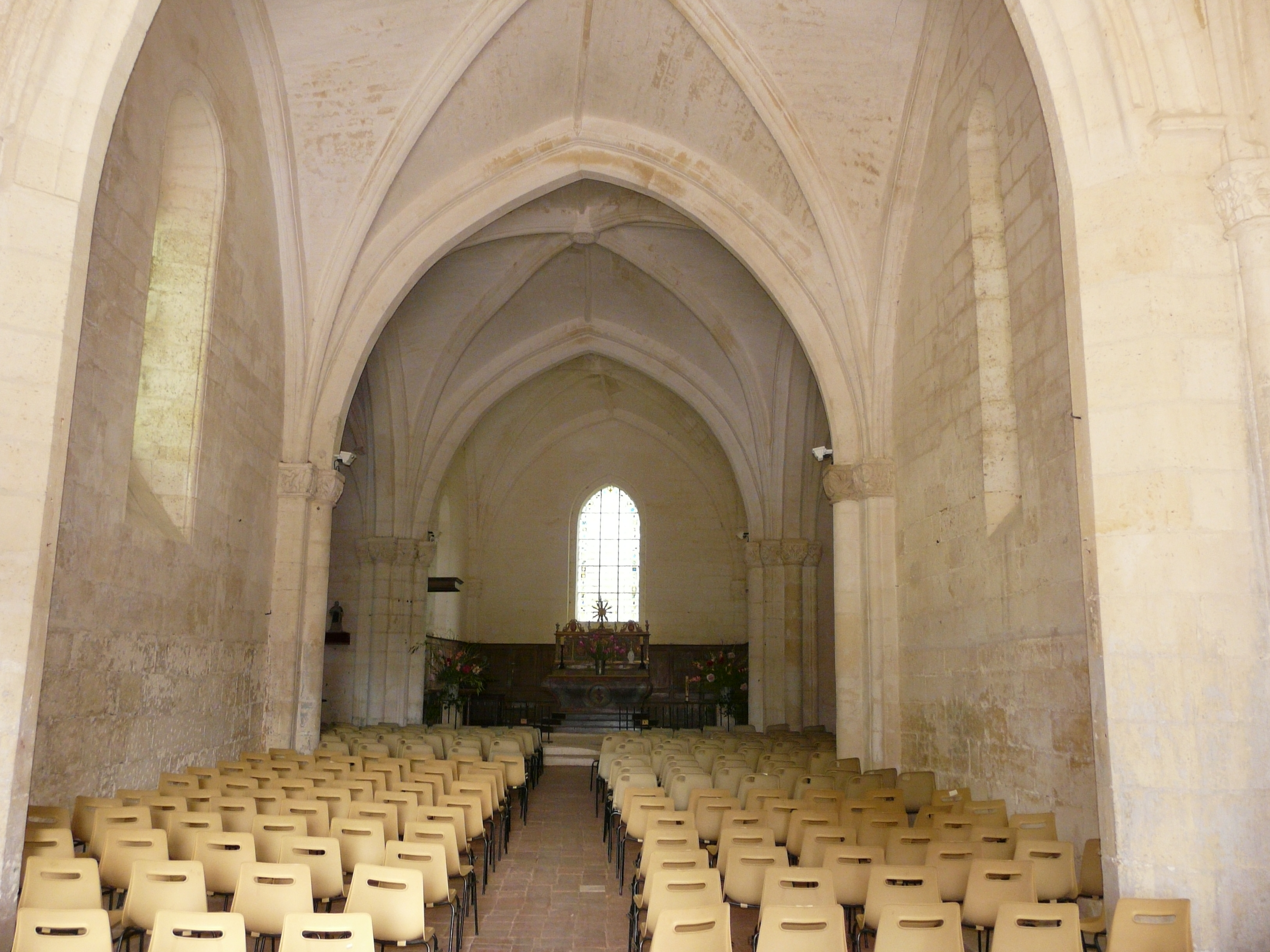
La nef.
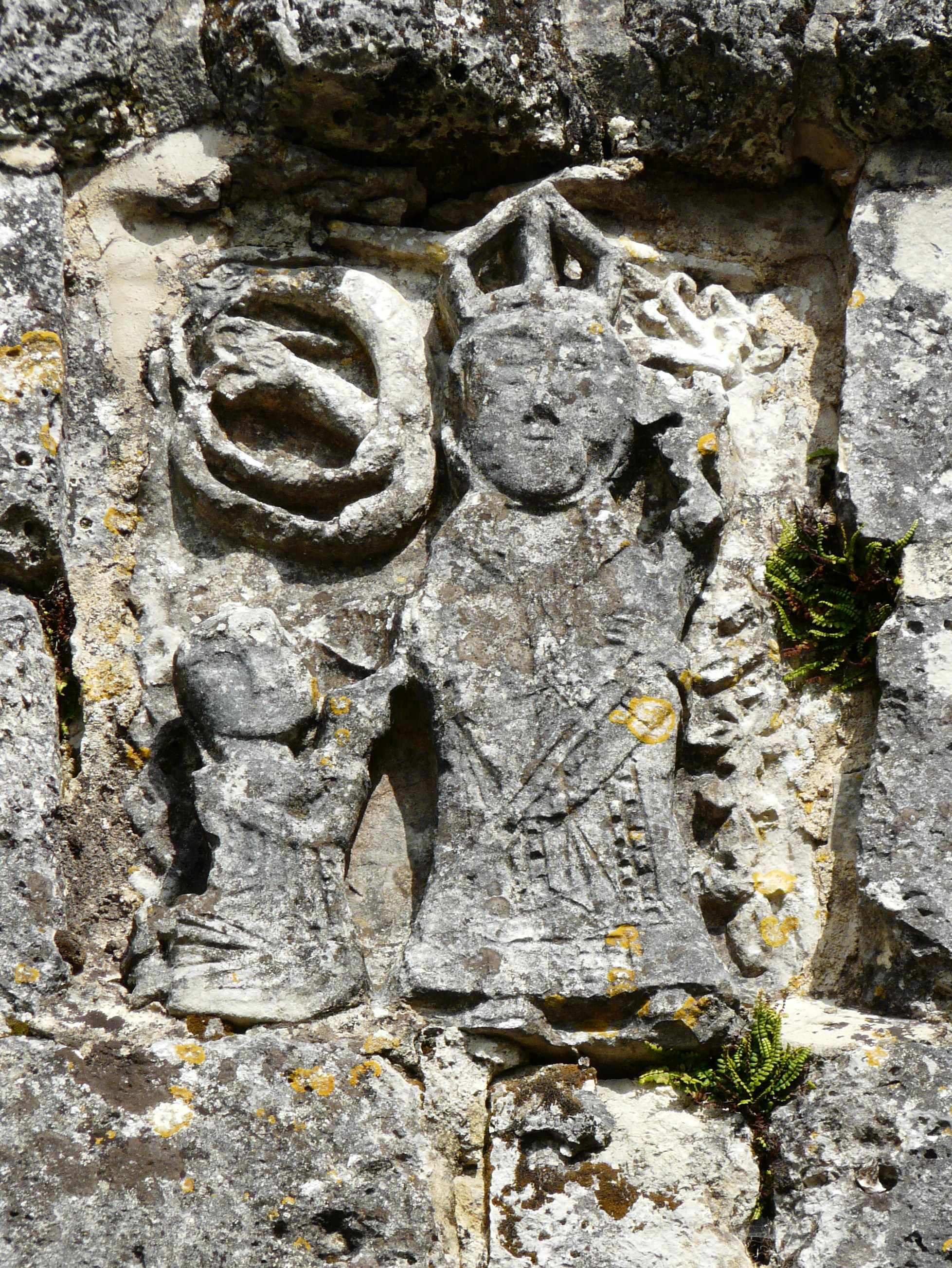
Bas-relief du contrefort du transept nord.
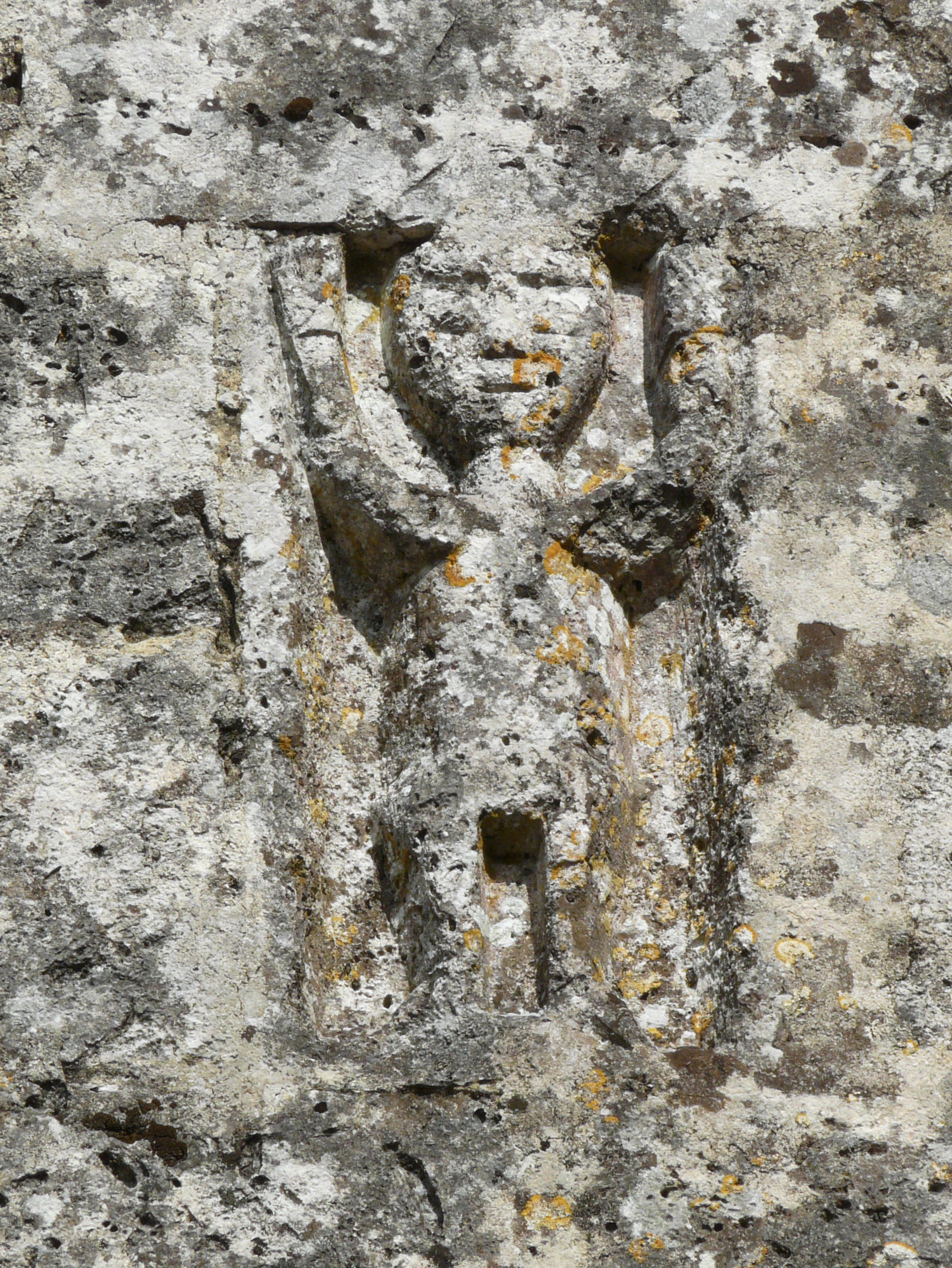
Autre bas-relief du même contrefort.